# Skei (Vestland)
Skei is een plaats in de Noorse gemeente Sunnfjord, provincie Vestland. Skei telt 407 inwoners (2007) en heeft een oppervlakte van 0,56 km².
Omliggende plaatsen zijn Byrkjelo en Førde.